# Konrad Tiburtius Rango

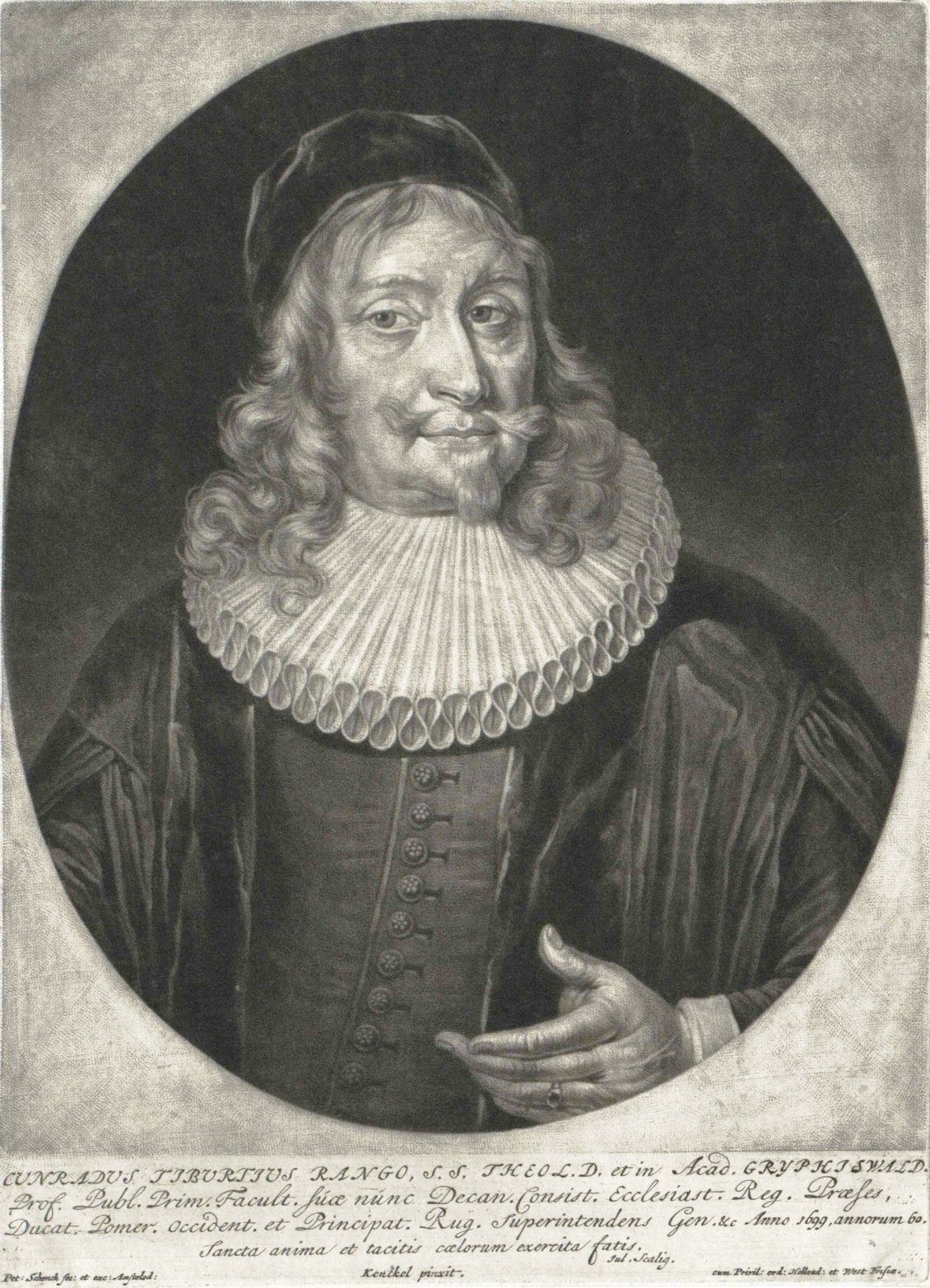
Konrad Tiburtius Rango, Kupferstich von Peter Schenk dem Älteren

Konrad Tiburtius Rango (* 9. August 1639 in Kolberg; † 3. Dezember 1700 in Greifswald; auch Cunradus Tiburtius Rango) war ein Theologe und Naturforscher. Rango war ein so bekannter wie bekennender Vertreter der lutherischen Orthodoxie. In seiner Zeit war er auch für seine naturwissenschaftlichen, insbesondere pflanzenkundlichen Forschungen bekannt.

## Leben
Der Sohn des Kolberger Ratskämmerers Joachim Range und dessen Frau Sophia Heyse besuchte ab 1652 zusammen mit seinen Brüdern Lorenz und Martin das Gymnasium in Halle. Anschließend studierte er von 1654 bis 1655 an der Universität Jena Medizin, wechselte aber später auf Wunsch seiner Eltern zur Theologie. 1655 wurde er zusammen mit seinen Brüdern an der Universität Gießen immatrikuliert. Zusammen mit seinen Brüdern unternahm er 1657 eine Studienreise durch Süddeutschland und eine weitere nach Holland und Brabant. Auf diesen Reisen suchte er die Begegnung mit namhaften Theologen dieser Zeit. Die Fortsetzung der Reise nach England wurde durch kriegerische Unruhen verhindert, so dass er über die wichtigsten norddeutschen Städte 1658 wieder nach Kolberg zurückkehrte. 1659 setzte er sein Studium an der Universität Wittenberg fort, wo er im selben Jahr zum Magister promoviert wurde.
Anschließend hielt er in Wittenberg einige Vorlesungen, bis er 1661 an die Brandenburgische Universität Frankfurt wechselte, wo er ebenfalls lehrte. Hier veröffentlichte er mehrere Schriften zu biblischen und weltlich-geschichtlichen Themen sowie zur hebräischen Sprache. Das Angebot des Großen Kurfürsten einer Professur an der philosophischen Fakultät, verbunden mit einem Dekanat, lehnte er ab. Stattdessen ging er zurück nach Wittenberg und von dort weiter nach Magdeburg, wo Otto von Guericke zu dieser Zeit physikalische Studien durchführte. Von 1663 bis 1668 war er Rektor des Berliner Gymnasiums zum Grauen Kloster.
Im Jahr 1668 wurde er vom Kanzler der Regierung Schwedisch-Pommerns an das Königliche Gymnasium in Stettin berufen. Als Verfechter der evangelischen Orthodoxie geriet er in Streit mit dem Rektor Andreas Gottfried Ammon, dem er Synkretismus vorwarf. Nach einem erfolglosen Schlichtungsversuch musste er auf Anweisung der Regierung sein Lehramt niederlegen und wurde mit dem Diakonat an der Jakobi-Kirche abgefunden. Während seiner Amtszeit wurde Stettin 1677 durch die Truppen des Großen Kurfürsten belagert, wobei die Jakobi-Kirche zusammen mit ihrer Bibliothek zerstört wurde.
Zusammen mit den anderen Stettiner Predigern bezichtigte er den Generalsuperintendenten von Schwedisch-Pommern, Augustinus Balthasar, der Irrlehre. Grund war ein Kirchengebet, das Balthasar auf Wunsch der schwedischen Regierung herausgegeben hatte. Ebenso griffen Rango, Cramer und Friedrich Fabricius den Nachfolger Ammons als Rektor des Carolinums, Johann Ernst von Pfuel an. Neben einem weitläufigen Schriftwechsel folgten Verhandlungen vor der Regierung und dem Wismarer Tribunal, die erst endeten als Balthasar 1688 starb und Pfuel an den Güstrower Hof ging.
Seine Polemik gegen Katholiken und Reformierte setzte er in theologischen Schriften fort. Dagegen klagte der brandenburgische Hof, der sich offiziell zur reformierten Lehre bekannte, vor dem Wismarer Tribunal. Es kam jedoch zu keiner Verurteilung Rangos, der in einer Verteidigungsschrift die Schmähung der lutherischen Religion durch brandenburgische Gelehrte nachweisen konnte und unter dem Schutz des schwedischen Königs Karl XI. stand.
1689 wurde Rango, der seit 1680 Pfarrer an der Stettiner Nikolaikirche tätig und 1683 in Wittenberg zum Doktor der Theologie promoviert worden war, auf die Generalsuperintendentur in Greifswald berufen, die er bis zu seinem Lebensende innehatte. Mit dem Amt verbunden war die Professur für Theologie an der Universität Greifswald. Er achtete darauf, dass nur streng-lutherische Geistliche in kirchliche Ämter gelangten. Dazu versicherte er sich auch der Unterstützung der schwedischen Regierung. Rango und sein Amtsnachfolger Johann Friedrich Mayer waren wesentlich dafür verantwortlich, dass der Pietismus weder in Vorpommern noch an der Greifswalder Universität Fuß fassen konnte.

## Familie
Sein älterer Bruder Martin von Rango war Jurist, Ratsherr in Kolberg und Heimatforscher. Konrad Tiburtius Rango heiratete 1666 Dorothea Elisabeth Lorentz, die Tochter eines Predigers aus Frankfurt/Oder. Aus der Ehe gingen vier Söhne und fünf Töchter hervor.